# Dolichopeza (Dolichopeza) palliditarsis
Dolichopeza (Dolichopeza) palliditarsis is een tweevleugelige uit de familie langpootmuggen (Tipulidae). De soort komt voor in het Australaziatisch gebied.